# Peter Wall (General)

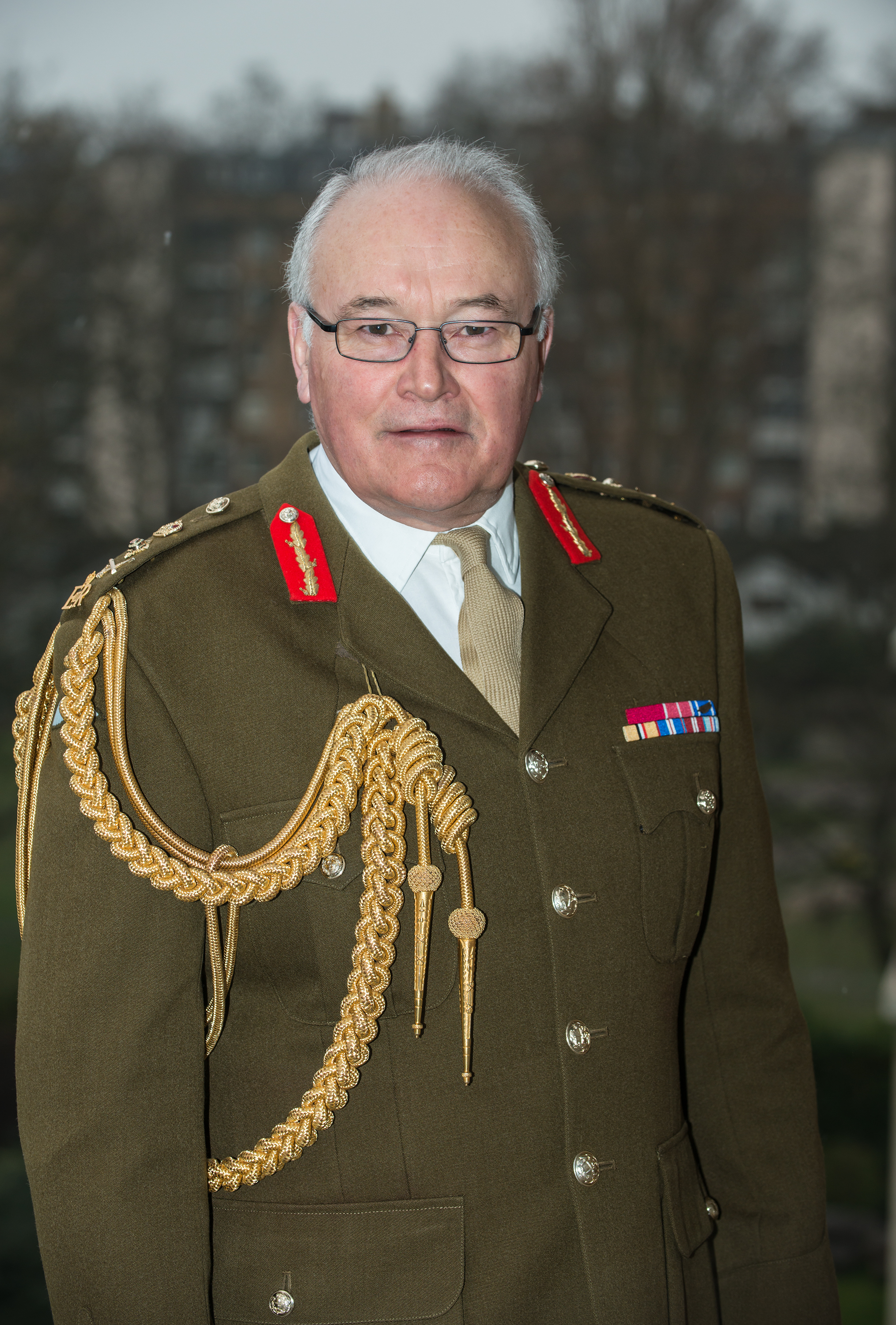
General Sir Peter Wall, Chief of the General Staff

Sir Peter Anthony Wall, GCB, CBE  (* 10. Juli 1955 in Ipswich, Suffolk) ist ein ehemaliger Offizier der British Army, der zuletzt als General zwischen 2010 und 2014 Chef des Generalstabes der British Army war.

## Leben
Peter Anthony Wall absolvierte seine Schulausbildung an der 1596 gegründeten Whitgift School und begann danach ein Studium am Selwyn College der University of Cambridge. Er absolvierte eine Offiziersausbildung an der Royal Military Academy Sandhurst (RMAS) und wurde im April 1974 Leutnant (Second Lieutenant) der Royal Engineers. Er absolvierte zudem ein Studium der Ingenieurwissenschaften an der University of Cambridge und fand in der Folgezeit zahlreiche Verwendungen als Offizier und Stabsoffizier.
Im Januar 1999 wurde Brigadegeneral (Brigadier) Wall als Nachfolger von Brigadier Mark Elcomb Kommandeur (Commanding Officer) der 24. Luftmobilen Brigade (24th (Airmobile) Brigade) und hatte dieses Kommando bis zur Auflösung der Brigade im September 1999 inne. Im Anschluss wurde er im September 1999 Nachfolger von Brigadegeneral Edwin Beckett als Kommandeur der 16. Luftbeweglichen Brigade (16 Air Assault Brigade) und verblieb in dieser Funktion bis Dezember 2000, woraufhin Brigadier Barney White-Spunner sein Nachfolger wurde. Daraufhin wechselte er im März 2001 erstmals ins Ständige Gemeinsame Hauptquartier (Permanent Joint Headquarters) nach Northwood, wo er als Nachfolger von Brigadegeneral David J. Richards bis zu seiner neuerlichen Ablösung durch Brigadegeneral Barney White-Spunner Chef für Gemeinsame Operationen der Streitkräfte (Chief, Joint Force Operations) war. Danach wurde er im Mai 2003 als Generalmajor (Major-General) Nachfolger von Major-General Robin Brims als Kommandeur (General Officer Commanding) der 1. Panzerdivision (1st Armoured Division). Diese Funktion bekleidete er bis Januar 2005 und wurde dann von Generalmajor John Cooper abgelöst. Im Februar 2005 übernahm er wieder als Nachfolger von Robin Brims im Ständigen Gemeinsamen Hauptquartier Northwood den Posten als stellvertretender Chef für Gemeinsame Operationen (Deputy Chief, Joint Operations) und übte diese Funktion bis zu seiner Ablösung durch Generalmajor James Dutton im Februar 2007 aus.
Im August 2007 wurde Generalleutnant (Lieutenant-General) Peter Wall Nachfolger von Vizeadmiral Charles Style als stellvertretender Chef des Verteidigungsstabes für Einsätze (Deputy Chief of the Defence Staff (Commitments)) und hatte diesen Posten bis Juli 2009 inne, woraufhin Generalleutnant Simon Mayall seine Nachfolge antrat. Während dieser Zeit wurde er am 13. Juni 2009 zum Knight Commander des Order of the Bath (KCB) geschlagen, so dass er fortan den Namenszusatz „Sir“ führte. Daraufhin löste General Sir Peter Anthony Wall im Juli 2009 General David J. Richards als Oberkommandierender der britischen Landstreitkräfte (Commander-in-Chief, UK Land Forces) ab und verblieb in dieser Verwendung bis September 2010, woraufhin General Nick Parker seine dortige Nachfolge antrat. Außerdem fungierte er als Nachfolger von General Kevin O’Donoghue von 2009 bis zu seiner Ablösung durch Generalleutnant Mark Mans 2013 als Chief Royal Engineer und damit als Chef des Königlichen Ingenieurkorps (Corps of Royal Engineers).
Zuletzt übernahm General Wall im September 2010 erneut als Nachfolger von General David J. Richards das Amt als Chef des Generalstabes (Chief of the General Staff) der British Army, das er bis zu seinem Ausscheiden aus dem aktiven Militärdienst im September 2014 innehatte. Sein Nachfolger wurde daraufhin General Nick Carter. In dieser Zeit wurde er am 15. Juni 2013 auch zum Knight Grand Cross des Order of the Bath (GCB) erhoben. Er wurde ferner Commander des Order of the British Empire (CBE).